# Hans von Polenz

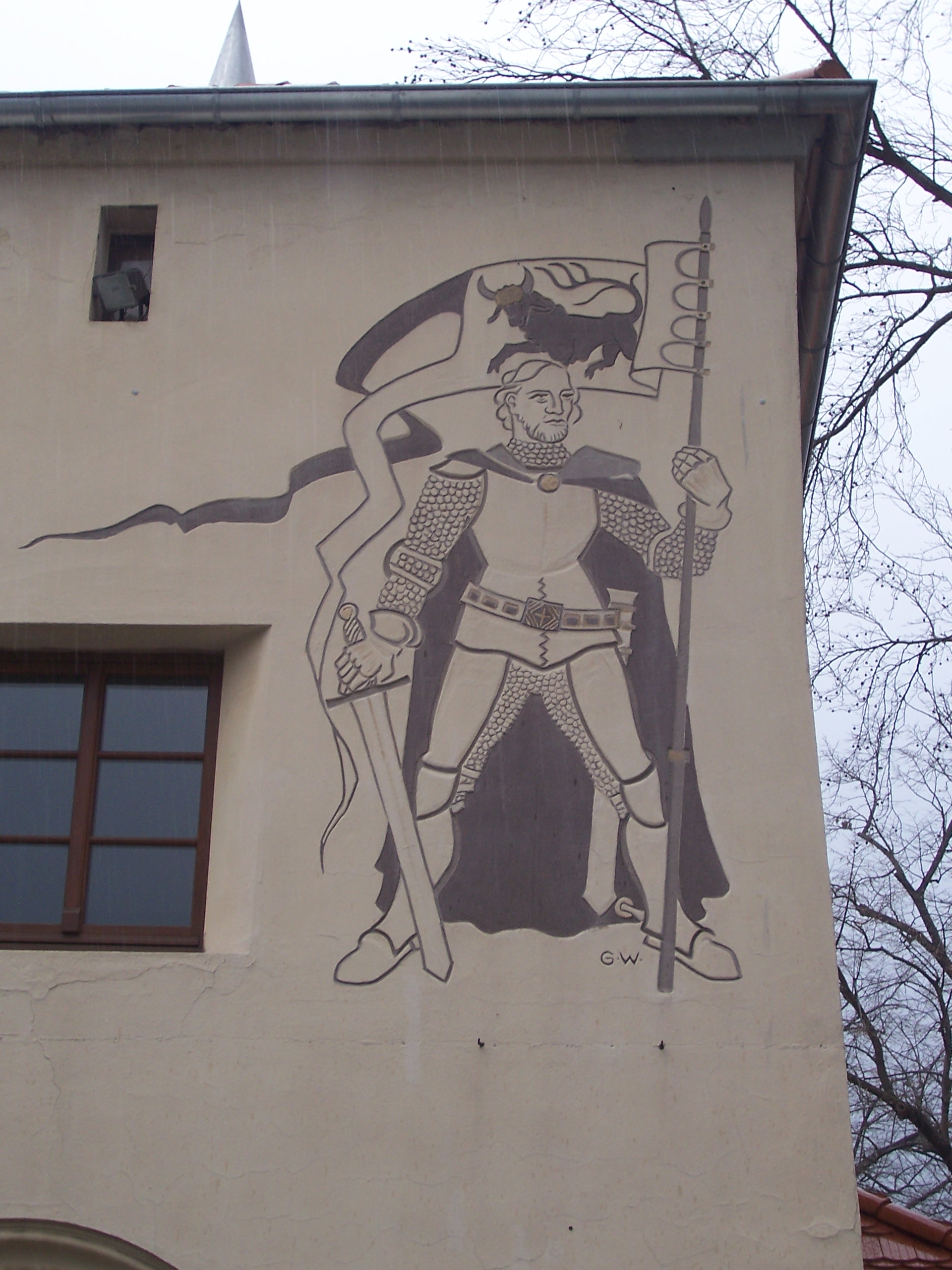
Fantasieporträt „Hans von Polenz“ von Günther Wendt (1908–1971) an der Galerie am Schloss in Senftenberg

Hans von Polenz (* um 1380/85; † 1437) war Landvogt der Niederlausitz und kurzzeitig auch der Oberlausitz.
Hans von Polenz stammte aus der sächsisch-meißnischen Adelsfamilie von Polenz, deren Stammsitz der Ort Polenz war. 1407 ist er in den Diensten Friedrichs des Streitbaren, Markgraf von Meißen, bezeugt und 1412 als Amtmann von Dresden. Polenz war Marschall am Hof des Markgrafen und leistete diesem auch Kriegsdienste. 1415 begleitete Hans von Polenz den Burggrafen Friedrich VI. von Nürnberg und späteren brandenburgischen Kurfürsten Friedrich I. zum Konzil nach Konstanz.
Hans von Polenz war wohlhabend. Dank seines Vermögens konnte er seinen Landbesitz immer mehr erweitern, indem er verschuldeten Adligen die Güter abkaufte. 1419 kaufte er einen Teil des Gutes Wiesa bei Pulsnitz von den Herren zu Kamenz, das er später an die Stadt Kamenz weiterverkaufte. Um 1425 konnte er das Oberlausitzer Städtchen Königsbrück erwerben, das von Georg von Waldau veräußert wurde. Auch Senftenberg brachte Polenz durch Kauf von den Herren von Penzig und von Gorenz in seinen Besitz. Dort zeugen noch heute eine Gedenktafel am Schloss und das Polenzhaus von seiner Herrschaft. Schließlich brachte Hans von Polenz auch die Herrschaft Finsterwalde in seinen Besitz. Am 19. November 1416 wurde er vom böhmischen König Wenzel mit Besitzungen in den Lausitzen belehnt.
1421 hatte Polenz gewalttätige Auseinandersetzungen mit der Stadt Lübben wegen der Nutzung des Spreewaldes.
Im September 1413 war er Landvogt der Niederlausitz, wobei er eventuell bereits 1406/1408 in diesem Amt tätig war. Dieses böhmische Nebenland wurde in seiner Amtszeit von allen Seiten bedrängt; die benachbarten Fürsten strebten danach, es zu erobern. Hans von Polenz hatte große Schwierigkeiten, das Markgraftum gegen die äußeren Feinde zu verteidigen. Er sah sich außerstande, in der Niederlausitz den Frieden zu wahren und suchte daher Hilfe beim Oberlausitzer Sechsstädtebund, insbesondere bei den Bürgern von Bautzen. Zu dieser Zeit mangelte es dem damaligen Landesherren der Niederlausitz, dem späteren Kaiser Sigismund, an Geld, so dass er 1422 die Lausitz an den wohlhabenden Landvogt für ein Darlehen von 7854 Schock Böhmische Groschen verpfändete. In dieser Zeit hatte Polenz zeitweise auch die Verweserschaft der Oberlausitzer Landvogtei inne.
Während der Hussitenkriege brachte Hans von Polenz ein Bündnis des Adels und der Städte beider Lausitzen zustande und leitete die Verteidigung der beiden Länder. Am 11. November (nach anderen Angaben 16. November) 1428 konnte er bei Kratzau ein hussitisches Heer zurückschlagen. Zu Ostern 1432 gelang es ihm, einen zweijährigen Friedensvertrag mit den Hussiten abzuschließen. Darin verpflichteten sie sich, die Güter von Hans von Polenz und die Lausitz zu verschonen.
1437 starb Hans von Polenz und wurde vermutlich unter dem Taufstein der Peter-Paul-Kirche in Senftenberg begraben. Seine Witwe Margarethe von Dohna hatte Streitigkeiten um das Erbe u. a. mit dem Abt von Dobrilugk auszufechten. Er hinterließ zwei unmündige Söhne, u. a. Jacob von Polenz.